# Gian-Carlo Wick

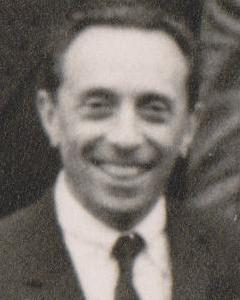
Gian Carlo Wick, 1963 in Kopenhagen

Gian-Carlo Wick (* 15. Oktober 1909 in Turin; † 20. April 1992 ebenda) war ein italienischer Physiker, der wichtige Beiträge zur Quantenfeldtheorie leistete.

## Leben
Sein Vater war Chemie-Ingenieur, seine Mutter Barbara Allason (1877–1968) eine bekannte Schriftstellerin, Übersetzerin deutscher Literatur und Antifaschistin. Der Großvater väterlicherseits war aus der Schweiz nach Italien eingewandert. 1930 erhielt er sein Diplom (Laurea) in Turin unter Gleb Wataghin mit einer Arbeit über die Elektronentheorie der Metalle und ging dann ein Jahr nach Göttingen und Leipzig zu Werner Heisenberg. Nach einem weiteren Jahr in Turin wurde er 1932 Enrico Fermis Assistent in Rom. 1937 wurde er Professor für theoretische Physik in Palermo, danach in Padua, bevor er 1940 Fermis Nachfolge in Rom antrat (auf dessen Empfehlung hin). 1946 folgte er Fermi in die USA zuerst an die University of Notre Dame, dann nach Berkeley. Da er den in der McCarthy-Ära verlangten Eid ablehnte (schon von seiner Mutter her hatte er starke liberale Ansichten übernommen) ging er 1951 an das Carnegie Institute of Technology nach Pittsburgh, wo er bis 1957 blieb, unterbrochen durch Aufenthalte am Institute for Advanced Study in Princeton und am CERN bei Genf. 1957 wurde er Chef der Theorie-Abteilung am Brookhaven National Laboratory. 1965 wurde er Professor an der Columbia University in New York City, wo er mit Tsung-Dao Lee zusammenarbeitete, und nach seiner Emeritierung an der Scuola Normale Superiore in Pisa.
1967 erhielt er den Dannie-Heineman-Preis für mathematische Physik. 1968 erhielt er den ersten Ettore-Majorana-Preis. Er war seit 1963 Mitglied der National Academy of Sciences der USA, seit 1970 der American Academy of Arts and Sciences und seit 1994 der Accademia dei Lincei.
Wick war ein passionierter Bergsteiger. Er war zweimal verheiratet und hatte zwei Söhne.

## Werk
Als Mitglied von Fermis Gruppe in Rom berechnete er u. a. mit gruppentheoretischen Methoden das magnetische Moment des Wasserstoffmoleküls, erweiterte Fermis Theorie des Betazerfalls auf den K-Einfang, wobei er Einsichten aus Diskussionen mit Ettore Majorana über Teilchen-Antiteilchen-Symmetrie verwendete, und stellte als einer der ersten den Zusammenhang zwischen Reichweite von Kräften und der Masse der ausgetauschten Bosonen her. Außerdem arbeitete er über die Abbremsung von Neutronen in Materie und schloss sich einer Gruppe italienischer Physiker um Gilberto Bernardini an, die in der Nähe des Matterhorns Experimente mit kosmischer Strahlung durchführte (u. a. Messung Lebensdauer des Myons). In den USA lieferte er seine fundamentalen Beiträge zur Quantenfeldtheorie, z. B. das Wick-Theorem 1950, das zeitgeordnete Produkte von Operatoren durch normalgeordnete ausdrückt. Mit Geoffrey Chew arbeitete er 1952 über die Impulsapproximation in der Streutheorie und führte mit Eugene Wigner und Arthur Strong Wightman Super-Auswahlregeln und innere Parität von Elementarteilchen ein. Nach ihm ist auch der Übergang von Quantenfeldtheorie im Minkowski-Raum zum euklidischen Raum durch Wick-Rotation (imaginäre in reelle Zeit) benannt. Von ihm und Maurice Jacob stammt der Helizitätsformalismus zur Beschreibung der Streuung von Elementarteilchen (Jacob-Wick-Formalismus). Weitere Schwerpunkte seiner Arbeit waren die Mesonentheorie der Kernkräfte und die Untersuchung von Symmetrieprinzipien in der Physik, u. a. mit Tsung-Dao Lee, mit dem er auch die temperaturabhängige Vakuumstruktur skalarer Quantenfeldtheorien (1971) und Theorien mit indefiniter Metrik untersuchte.

## Schriften
- Über die Streuung der Neutronen an Atomgittern. 2 Teile. In: Physikalische Zeitschrift. Band 38, Nr. 11, 1937, S. 403–406; Nr. 18, 1937, S. 689–690.
- Range of nuclear forces in Yukawa’s theory. In: Nature. Band 142, Nr. 3605, 1938, S. 993–994, doi:10.1038/142993b0.
- The Evaluation of the collision matrix. In: Physical Review. Serie 2, Band 80, Nr. 2, 1950, S. 268–272, doi:10.1103/PhysRev.80.268, (Wicks Theorem).
- mit Arthur S. Wightman, Eugen P. Wigner: The Intrinsic parity of elementary particles. In: Physical Review. Serie 2, Band 88, Nr. 1, 1952, S. 101–105, doi:10.1103/PhysRev.88.101.
- Introduction to some recent work in meson theory. In: Reviews of Modern Physics. Band 27, Nr. 4, 1955, S. 339–362, doi:10.1103/RevModPhys.27.339.
- Invariance principles in nuclear physics. In: Annual Review of Nuclear Science. Band 8, 1958, S. 1–46, doi:10.1146/annurev.ns.08.120158.000245.
- mit Maurice Jacob: On the general theory of collisions of particles with spin. In: Annals of Physics. Band 7, Nr. 4, 1959, S. 404–428, doi:10.1016/0003-4916(59)90051-X.
- Group theory, invariance principle, symmetries. In: Cécile De Witt, Maurice Jacob (Hrsg.): Physique des hautes énergies = High Energy Physics. Lectures delivered at Les Houches during the 1965 session of the Summer School of Theoretical Physics. Gordon and Breach, New York NY u. a. 1965, S. 1–52.
- mit Tsung D. Lee: Vacuum stability and vacuum excitation in spin-0 field theory. In: Physical Review D. Band 9, Nr. 8, 1974, S. 2291–2316, doi:10.1103/PhysRevD.9.2291.